# Attelabus nitens
Attelabus nitens là một loài bọ cánh cứng trong họ Attelabidae. Loài này được Scopoli miêu tả khoa học năm 1763.

## Hình ảnh

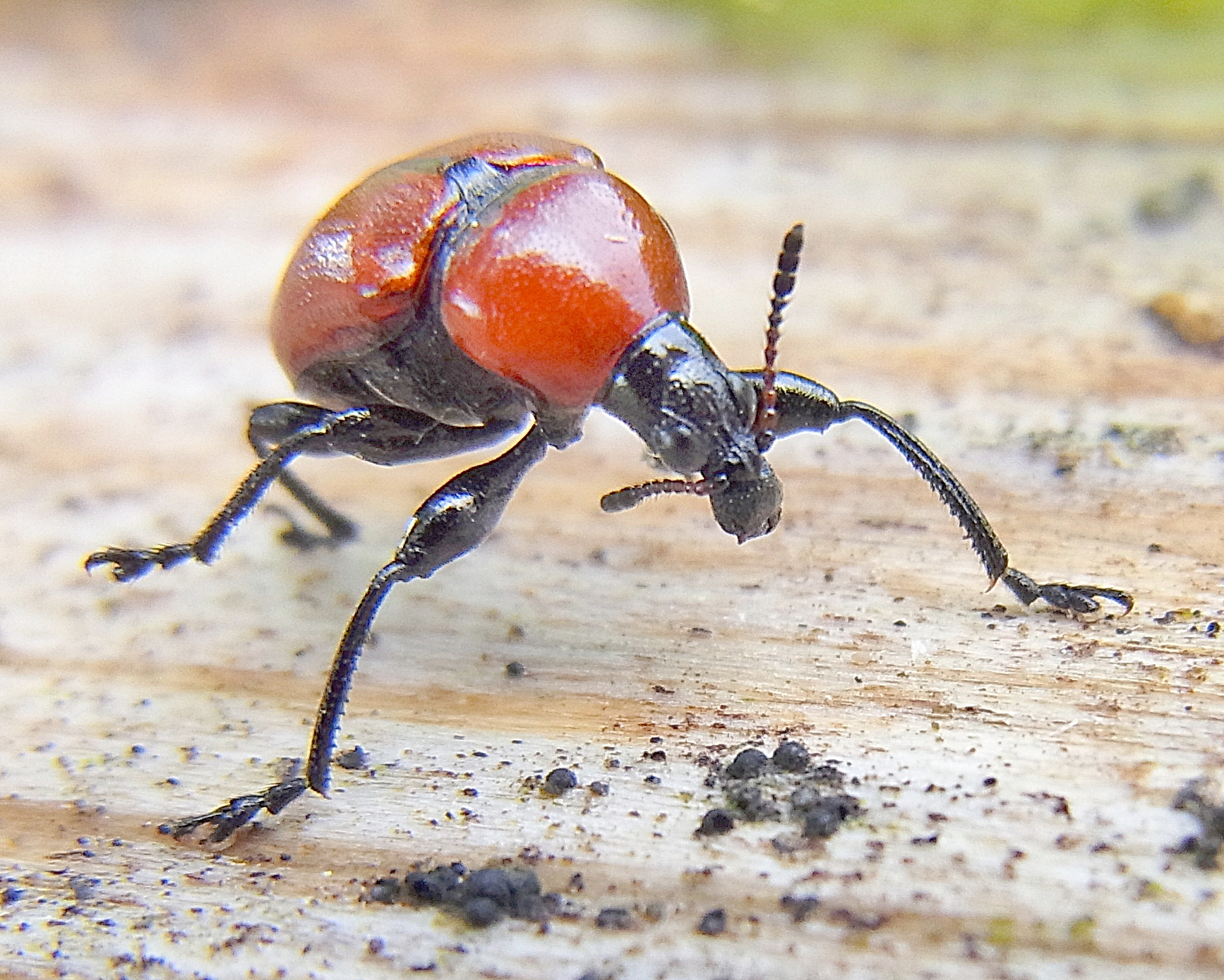
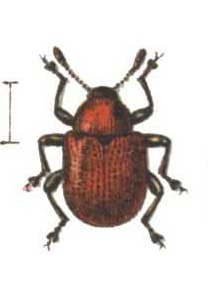
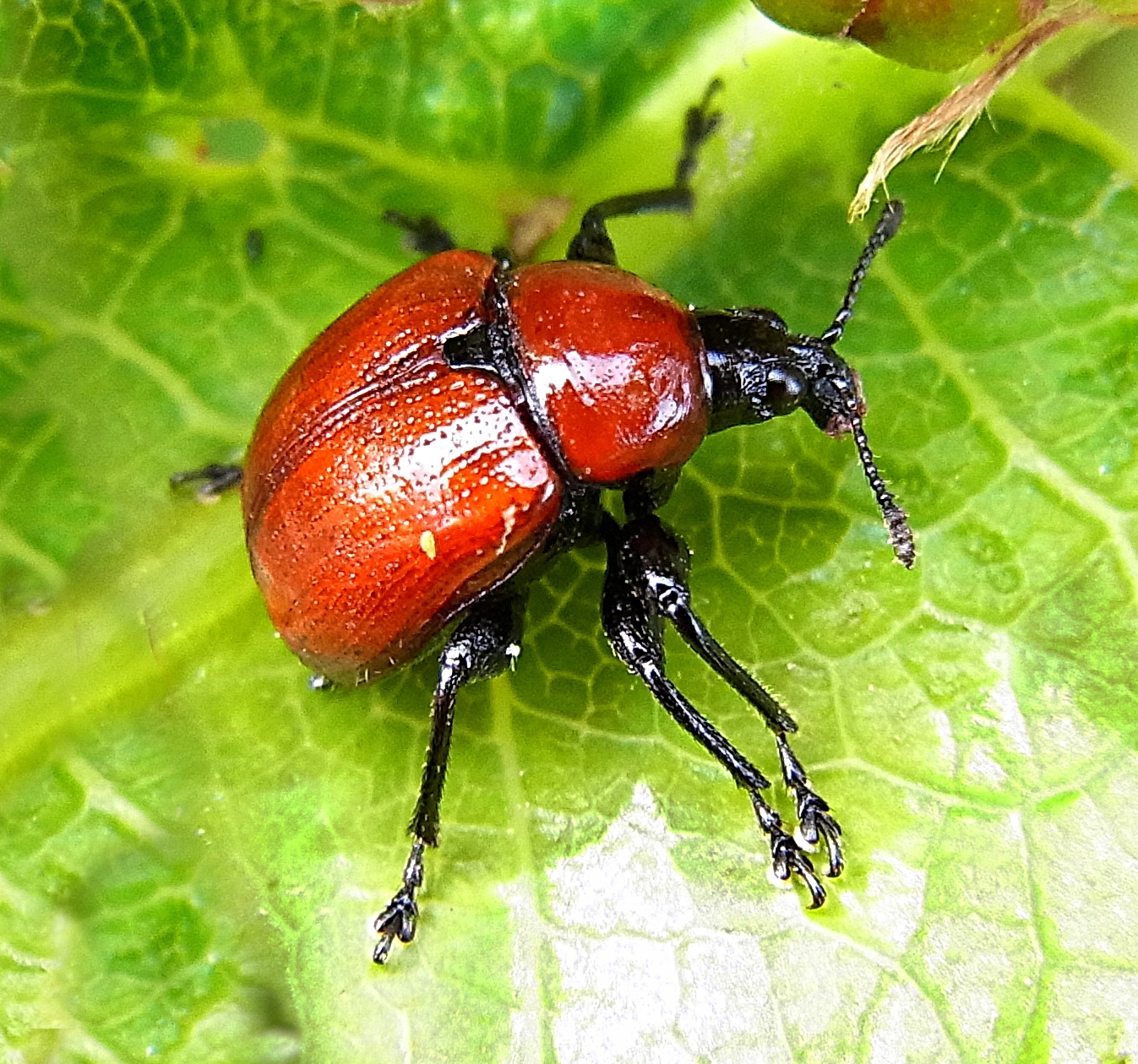
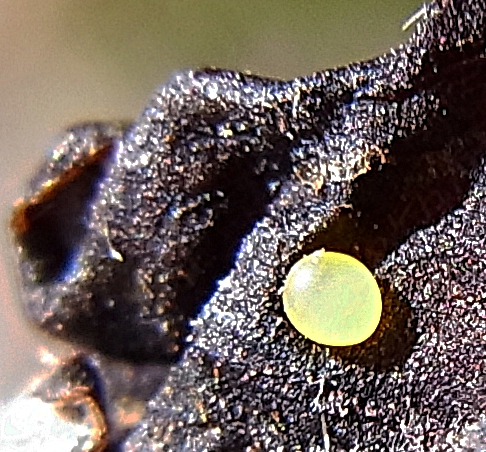